# Hrvatska grančica
Hrvatska grančica je dvojezično glasilo Zajedništva Hrvata u Rumunjskoj (rum. Uniunea Croatilor din Romania) krovne udruga Hrvata u Rumunjskoj.
U impresumu stoji da je Hrvatska grančica "glasnik zajedništva karaševskih i tamiških Hrvata u Rumunjskoj" (rum. publicatie bilingva a Uniunii Croatilor din Romania) 
Izlazi od studenoga 1994. godine. List izlazi mjesečno na hrvatskom i rumunjskom jeziku.
Uređuje ju Ivan Dobra. Prije toga uređivali su ju Milja Radan, Martin Slovenski i Milja Todor.

## Vanjske poveznice
- Internetsko izdanje  Arhivirana inačica izvorne stranice od 19. veljače 2012. (Wayback Machine)